# Tatiana Brylina
Tatiana Maksimovna Brylina (en russe : Татьяна Максимовна Брылина), née le 25 avril 1955, est une biathlète soviétique.

## Biographie
En 1984, elle participe aux premiers Championnats du monde de biathlon ouverts aux femmes. Sur l'individuel, elle prend la médaille de bronze derrière ses compatriotes Venera Chernychova et Liudmila Zabolotnaïa.

## Palmarès

### Championnats du monde
- Championnats du monde 1984 à Chamonix :
  -  Médaille de bronze à l'individuel.

### Coupe du monde
- 3 podiums individuels : 1 deuxième place et 2 troisièmes places[1].